# Mellan-Styrskär
Mellan-Styrskär är en ö i Finland. Den ligger i Finska viken och i kommunen Kyrkslätt i den ekonomiska regionen  Helsingfors i landskapet Nyland, i den södra delen av landet. Ön ligger omkring 37 kilometer sydväst om Helsingfors.
Öns area är 4,6 hektar och dess största längd är 330 meter i nord-sydlig riktning. Ön höjer sig omkring 15 meter över havsytan.